# Stefan Gronert
Stefan Gronert (* 1964) ist ein deutscher Kunsthistoriker, Foto-Theoretiker und Ausstellungskurator.

## Leben und Werk
Gronert studierte Kunstgeschichte, Pädagogik, Germanistik und Philosophie an der Ruhr-Universität Bochum. 1990 schloss er sein Studium mit dem M.A. und einer Arbeit zu den „Black Paintings“‘ von Frank Stella ab. 1993 wurde er mit einer Dissertation zu den Erasmus-Bildnisse von Hans Holbein dem Jüngeren in Bochum promoviert. Gronert untersucht darin eine Gruppe der gemalten Bildnisse des Erasmus von Rotterdam aus den Jahren 1523 und um 1532, die sich in Basel, Paris und New York befinden.
Im gleichen Jahr trat er als Volontär in das Kunstmuseum Bonn ein. Seit 1996 leitete er dort die Grafische Sammlung, die auch einen umfangreichen fotografischen Bestand umfasst. Von 2009 bis 2016 war Gronert zudem Kurator für Gegenwartskunst am Kunstmuseum Bonn und Fachredakteur von sehepunkte. Als Dozent am Kunsthistorischen Institut der Universität Bonn initiierte er 2005 zusammen mit Anne-Marie Bonnet die Veranstaltungsreihe "photography talks".
Seit Mai 2016 ist Gronert als Kurator für Fotografie und Medienkunst am Sprengel Museum Hannover tätig. Sein Arbeitsschwerpunkt erstreckt sich seitdem auf die Theorie und Geschichte der Fotografie als Form der bildenden Kunst. 2017 initiierte er einen von der Stiftung Niedersachsen finanzierten Foto-Theorie-Blog. Seit 2023 ist Gronert zudem stellvertretender wissenschaftlicher Direktor des Sprengel Museums.
Er war Lehrbeauftragter (Schwerpunkt Theorie und Geschichte der Fotografie) an den Kunsthistorischen Instituten der Universität Bonn, der Universität Köln, der Hochschule der Bildenden Künste, Dresden, der Universität Osnabrück, der Hochschule für Bildende Künste Braunschweig und der Hochschule Hannover.

## Kuratierte Ausstellungen (Auswahl)
- 2024: Babara Probst: subjective evidence (Sprengel Museum Hannover / Kunstmuseum Luzern)
- 2023: Adrian Sauer: Truth Table (Sprengel Museum Hannover / Oberösterreichisches Landesmuseum, Linz)
- 2023: Gottfried Jäger: Generative Systeme 1960 bis 2020 (Sprengel Museum Hannover / Museum im Kulturspeicher, Würzburg)
- 2021: TRUE PICTURES? Zeitgenössische Fotografie aus Kanada und den USA (Sprengel Museum Hannover / Museum der Moderne, Salzburg)[5]
- 2020: Kleine Geschichte(n) der Fotografie, #2 (Sprengel Museum Hannover)
- 2019: Fiona Tan: Goraiko (Sprengel Museum Hannover)
- 2019: Gezielte Setzungen: Übermalte Fotografie in der zeitgenössischen Kunst (Sprengel Museum Hannover)
- 2019: Louisa Clement: Remote Control (Sprengel Museum Hannover / Ludwig Forum für internationale Kunst, Aachen)
- 2018: Anne Collier: Photographic (Sprengel Museum Hannover / Fotomuseum Winterthur)
- 2018: Kleine Geschichte(n) der Fotografie, #1 (Sprengel Museum Hannover)[6]
- 2018: Figuren: Rineke Dijkstra und die Sammlung des Sprengel Museum Hannover. SPECTRUM – Internationaler Preis für Fotografie der Stiftung Niedersachsen (Sprengel Museum Hannover)
- 2016: Mit anderen Augen: Das Porträt in der zeitgenössischen Fotografie (Kunstmuseum Bonn)
- 2015: Ceal Floyer (Kunstmuseum Bonn)
- 2014 Andreas Schulze – Fenster zum Hof (Kunstmuseum Bonn)[7]
- 2013: Mary Heilmann und Blinky Palermo (Kunstmuseum Bonn)
- 2012: Lewis Baltz, Fotografien (Kunstmuseum Bonn, Kestnergesellschaft Hannover)
- 2011: Laura Owens (Kunstmuseum Bonn)
- 2010: Der Westen leuchtet! (Kunstmuseum Bonn)
- 2009: Franz Ackermann (Kunstmuseum Bonn)
- 2008: Gert & Uwe Tobias (Kunstmuseum Bonn, Kunstverein Heilbronn)
- 2007: John Baldessari: Music (Kunstmuseum + Kunstverein Bonn)
- 2006: Gerhard Richter: Porträts, Museumsberg Flensburg
- 2005 Jörg Sasse (Kunstmuseum Bonn / Kunstverein Hannover)
- 2004: Gerhard Richter. Printed! Druckgrafik, Foto-Editionen und Künstlerbücher (mit Hubertus Butin), (Kunstmuseum Bonn, anschließend Kunstmuseum Luzern und andere Orte)
- 1999: Große Illusionen: Demand, Gursky, Ruscha (Kunstmuseum Bonn / MoCA Miami)
- 1997–2007: Zeichnung heute I-IV (Kunstmuseum Bonn), Ausstellungsreihe

## Schriften (Auswahl)
- (Hg.) Gottfried Jäger: Fotografien der Fotografie. Generative Systeme 1960 bis 2020, Köln 2023, ISBN 978-3-86832-751-9.
- (Hg.) True Pictures? Zeitgenössische Fotografie aus Kanada und den USA, Köln 2021, ISBN 978-3-86442-370-3.
- (Hg.) Fiona Tan: Goraiko, Van Zoetendaal Publishers, Amsterdam 2019, ISBN 978-90-72532-41-1
- (Hg. mit Andreas Beitin) Louisa Clement: Remote Control, Berlin 2019 ISBN 978-3-7757-4531-4
- (zus. mit Nadine Wietlisbach) Anne Collier: Photographic, Stuttgart 2018 ISBN 978-3-96070-030-2
- (Hg.:) Rineke Dijkstra: Figuren / Figures, Sprengel Museum Hannover 2018, ISBN 978-3-89169-241-7
- Sigmar Polke: Girlfriends, London: Afterall 2017, ISBN 978-1-84638-182-9
- Jeff Wall: Specific Pictures, Schirmer/Mosel, München 2016, ISBN 978-3-8296-0705-6
- mit Hubertus Butin: Gerhard Richter, Editionen 1965–2013: Catalogue Raisonné. Hatje Cantz, Ostfildern 2014, ISBN 978-3-7757-3519-3.
- Die Düsseldorfer Photoschule. Photographien 1961–2008. Schirmer/Mosel, München 2017, ISBN 978-3-8296-0803-9. (Die Erstausgabe erschien 2009)[8]
- Territorien. Fotografie. Boris Becker. Wienand, Köln 2000, ISBN 3-87909-612-0.
- Jawlensky. Grosse Meditation: Eine Kunst-Monographie. Insel, Frankfurt am Main 1997, ISBN 3-458-33683-4.
- Bild-Individualität: Die „Erasmus“-Bildnisse von Hans Holbein dem Jüngeren. Schwabe, Basel 1996, ISBN 3-7965-0999-1.